# Hockey Club de Caen
Hockey Club de Caen je francouzský klub ledního hokeje z Caen. Klub založený roku 1968 je od roku 2001, kdy po bankrotu začínal v nejnižší lize, znám jako Drakkars de Caen, dříve Les Léopards. Od roku 1985 hrál převázně ve druhé nejvyšší soutěži, v letech 1998–2001, 2005–2008 a 2010–2015 hrál francouzskou nejvyšší soutěž Ligue Magnus. V jeho dresu nastupoval mezi lety 2006–2022 v osmi sezónách slovenský útočník Jaroslav Prošvic, ještě jako aktivní hráč trénoval místní juniory a v květnu 2024 byl jmenován hlavním trenérem A-týmu.
Klubovými barvami jsou červená, námořnická modrá a bílá. Domácí zápas klub odehrává na stadionu Patinoire de Caen la mer s kapacitou 1498 diváků.